# Уж (приток Припяти)
Уж (укр. Уж; устар. Ушъ, Уша, Уш) — река на Украине, бывший правый приток Припяти, впадает в Киевское водохранилище. Длина — 256 км. Площадь бассейна — 8080 км².
Берёт начало в лесном массиве между селом Новоалександровка и селом Сорочень. Течёт по Полесской низменности (Украинское Полесье). Русло извилистое, делится на рукава. Уклон реки 0,47 м/км. Питание реки — дождевое и подземные воды.

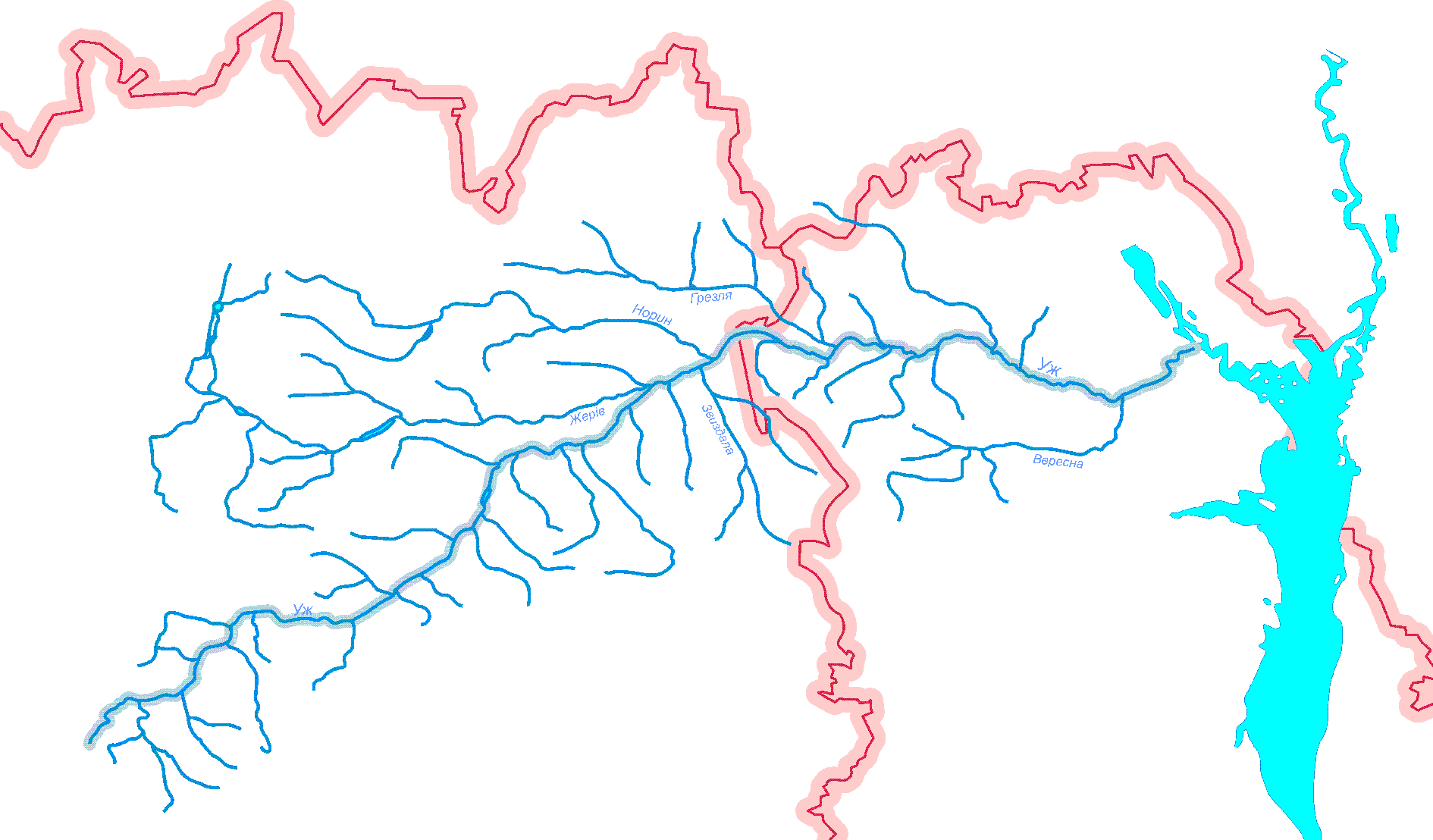
Схема водосборного бассейна Ужа

Минерализация воды реки Уж в среднем составляет: весеннее половодье — 126 мг/дм³; летне-осенняя межень — 198 мг/дм³; зимняя межень — 214 мг/дм³.
На реке Уж находятся города Коростень, Чернобыль, посёлки Полесское, Народичи. Вследствие Чернобыльской аварии река Уж частично находится в зоне с радиационной заражённостью выше допустимых норм.
Древнерусское название реки — Уша — сохранилось в названии расположенного на ней села Ушо́мир.
Левые притоки Ужа — река Бастова (Бастовая) и река Норинь, на которой стоит древний город Овруч. Правый приток реки — река Жабечь, магистральный канал осушительной системы Ослив.